# Koromani
 Koromani  (olaszul: Golzana) falu Horvátországban, Isztria megyében. Közigazgatásilag Barbanhoz tartozik.

## Fekvése
Az Isztria délkeleti részén, Pólától 29 km-re északkeletre, községközpontjáról 5 km-re északnyugatra fekszik.

## Története
A falunak 1880-ban 35, 1910-ben 51 lakosa volt. Az első világháború után Olaszországhoz került. Az Isztria az 1943-as olasz kapituláció után szabadult meg az olasz uralomtól. A második világháború után Jugoszlávia, majd Jugoszlávia felbomlása után 1991-ben a független Horvátország része lett. 2011-ben a falunak 52 lakosa volt.

## Lakosság
| Lakosság változása | Lakosság változása | Lakosság változása | Lakosság változása | Lakosság változása | Lakosság változása | Lakosság változása | Lakosság változása | Lakosság változása | Lakosság változása | Lakosság változása | Lakosság változása | Lakosság változása | Lakosság változása | Lakosság változása | Lakosság változása |
| ------------------ | ------------------ | ------------------ | ------------------ | ------------------ | ------------------ | ------------------ | ------------------ | ------------------ | ------------------ | ------------------ | ------------------ | ------------------ | ------------------ | ------------------ | ------------------ |
| 1857               | 1869               | 1880               | 1890               | 1900               | 1910               | 1921               | 1931               | 1948               | 1953               | 1961               | 1971               | 1981               | 1991               | 2001               | 2011               |
| 0                  | 0                  | 35                 | 49                 | 68                 | 51                 | 0                  | 0                  | 93                 | 90                 | 78                 | 69                 | 83                 | 46                 | 64                 | 52                 |